# Campo (Camerún)
Campo es una comuna camerunesa perteneciente al departamento de Océan de la región del Sur.
En 2005 tiene 6923 habitantes, de los que 2946 viven en la capital comunal homónima.
Se ubica en la esquina suroccidental del país, junto a la desembocadura del río Campo en la frontera con Guinea Ecuatorial, unos 50 km al norte de Bata. La mayor parte del parque nacional de Campo-Ma’an pertenece al territorio de esta comuna.

## Localidades
Comprende la ciudad de Campo y las siguientes localidades:
- Afan
- Akak
- Assok
- Bouandjo
- Doum
- Ebianemeyong
- Ebodjé
- Ipono
- Itonde-Fang
- Itonde Yassa
- Mabiogo
- Malaba
- Mbendji
- Minto
- Nazareth
- Nkoadjap
- Nkoelon